# Limbert Pizarro
Percy Limbert Pizarro Vaca (Santa Cruz de la Sierra, 16 luglio 1976) è un calciatore boliviano, difensore o centrocampista del San José.

## Caratteristiche tecniche
Gioca come difensore o centrocampista centrale.

## Carriera

### Club
Pizarro esordì nella massima serie nazionale durante la stagione 1995 con il Bolívar di La Paz; l'anno seguente fu nella rosa del club che vinse il campionato. Replicò la vittoria nel 1997. Partecipò  con la squadra alla Coppa Libertadores 1995 e all'edizione 1997 della medesima competizione. Nel 2002 vinse un ulteriore titolo nazionale, e due anni più tardi fece parte del Bolívar che giunse al secondo posto in Copa Sudamericana 2004; in tale manifestazione presenziò, peraltro, nella finale di ritorno. In occasione dell'Apertura 2005 del campionato argentino Pizarro fu ceduto in prestito al Tiro Federal; dopo aver disputato tre incontri, fece ritorno al Bolívar, in patria. Nel 2006 si trasferì al San José di Oruro, giocando durante il torneo di Clausura 2007, vinto dal proprio club.

### Nazionale
Debuttò in Nazionale maggiore il 30 marzo 2004, in occasione dell'incontro di La Paz con il Cile, valido per le qualificazioni al campionato del mondo 2006. Il 5 giugno esordì da titolare e segnò una autorete contro l'Ecuador. Nel 2004 venne incluso nella lista per la Copa América. Esordì nella competizione il 6 luglio contro il Perù, giocando 85 minuti per poi essere rilevato da Arce. Il 9 luglio contro la Colombia scese di nuovo in campo, mentre il 12 luglio fu schierato contro la Venezuela; in quest'ultima occasione dovette lasciare il terreno di gioco dopo 22 minuti. Nel 2007 fu nuovamente chiamato in Nazionale.

## Palmarès

### Club

#### Competizioni nazionali
- Campionato boliviano: 5

Bolívar: 1996, 1997, 2002, Apertura 2004
San José: Clausura 2007